# USK Praha (femenino)
El ZVVZ USK Praha es la sección femenina del USK Praha, un club checo de baloncesto. Juega en el Pabellón Folimanka de Praga.
Fundado en 1953 como Slavia de Praga, fue uno de los principales equipos checoslovacos durante la era comunista. Ganó 9 ligas entre 1955 y 1989, así como la Copa Ronchetti 1975-76.
Ya bajo el nombre de USK Praga, ha sido un fijo en la Euroliga desde 2006. En la temporada 2014-15 ganó la competición, hecho que volvería a repetir 10 años más tarde, en la temporada 2024-25.

## Plantilla 2014-15
| Bases                                                             | Escoltas                                         | Aleras                                     | Ala-pívots                                  | Pívots                               |
| ----------------------------------------------------------------- | ------------------------------------------------ | ------------------------------------------ | ------------------------------------------- | ------------------------------------ |
| Laia Palau (1,76) Lenka Bartakova (1,75) Danielle Robinson (1,75) | Katerina Elhotova (1,80) Tereza Vyoralova (1,76) | Eva Viteckova (1,90) Sonja Petrovic (1,89) | Alena Hanusova (1,91) Ilona Burgrova (1,96) | Jana Vesela (1,94) Kia Vaughn (1,93) |

Entrenadora:  Natalia Hejkova